# Матяшов, Пётр Иванович
Пётр Иванович Матяшов (род. 3 января 1942 года в селе Трехстепки Каменского района Воронежской области, РСФСР, СССР) — российский специалист в области сельского хозяйства, политический деятель, первый заместитель главы администрации Павловского района Воронежской области, депутат Государственной Думы ФС РФ первого созыва (1993—1995), главный инспектор Счётной палаты РФ, государственный советник Российской Федерации 3 класса.

## Биография
С 1964 по 1971 год работал в совхозе «Пробуждение» помощником бригадира, бригадиром тракторной полевой бригады, управляющим отделом, главным экономист, директором совхоза. В 1970 году получил высшее образование в Воронежском сельскохозяйственном институте, прошёл переподготовку в Академии народного хозяйства при Правительстве РФ.
С 1971по 1973 год работал директором совхоза «Восток» Богучарского района Воронежской области. С 1973 по 1987 год работал начальником управления сельского хозяйства, председателем районного комитета профсоюзов работников сельского хозяйства, председателем районного агропромышленного объединения, с 1987 по 1993 год работал начальником управления сельского хозяйства, первым заместителем главы администрации Павловского района Воронежской области.
В 1993 году избран депутатом Государственной думы Федерального Собрания Российской Федерации первого созыва от Павловского одномандатного избирательного округа № 77 Воронежской области, был членом Комитета по организации работы Государственной думы, входил в депутатскую группу «Россия». В 1999 году работал главным инспектором счётной палаты, указом президента РФ в 1999 году была присвоена квалификация «Государственный советник Российской Федерации 3 класса».
В 2011 году работал руководителем Общественной приемной полномочного представителя Президента РФ в Павловском районе.